# N27 (België)
De N27 is een gewestweg in de Belgische provincies Waals-Brabant en Henegouwen. Deze weg vormt de verbinding tussen Waterloo en Binche.
De totale lengte van de N27 bedraagt 38,0 km.

## Plaatsen langs de N27
- Waterloo
- Eigenbrakel
- Lillois-Witterzée
- Nijvel
- Arquennes
- Seneffe
- Manage
- Fayt-lez-Manage
- La Hestre
- La Louvière
- Haine-Saint-Paul
- Péronnes-lez-Binche
- Binche

## N27a
De N27a is een verbindingsweg in Nijvel. De weg verbindt de N27 in het noorden en de N27 in het zuiden van Nijvel en vormt op deze manier de westelijke ringweg van Nijvel. De N27 zelf vormt de oostelijke ringweg van Nijvel. De weg heeft een lengte van ongeveer 1,5 kilometer.
R-wegen:
R0 · R1 · R2 · R3 · R4 (R4a · R4z) · R5 (R5a) · R6 · R7 · R8 · R9 · R10 · R11 (R11a) · R12 · R13 · R14 · R15 · R16 · R18 · R20 (R20a · R20b) · R21 (R21a · R21b · R21c · R21d) · R22 (R22a · R22z) · R23 (R23z) · R24 · R25 · R26 · R27 (R27a) · R30 (R30a · R30b) · R31 · R32 · R33 · R34 · R35 · R36 (R36z) · R40 (R40a) · R41 · R42 · R43 · R50 · R51 · R52 · R53 · R54 · R55 · R61 (R61a) · R62 · R70 · R71 · R72 · R73
N-wegen die (gedeeltelijk) een ringweg omvatten:
N1 · N3 · N4 · N6 · N7 · N8 · N9 · N13 · N17 · N27 · N27a · N28 · N29 · N31 · N32 · N34 · N35 · N36 · N37 · N38 · N39 · N41 · N44 · N46 · N47 · N49 · N50 · N55 · N60 · N60d · N70 · N71 · N72 · N73 · N75 · N76 · N78 · N80 · N81 · N82 · N90 · N92 · N113 · N153 · N203 · N203a · N390 · N405 · N416 · N441 · N473 · N498 · N556 · N700 · N712 · N712b · N717 · N722 · N725 · N748 · N750 · N769 · N967